# 鈉鉀氯共轉運蛋白
鈉鉀氯共轉運蛋白（英語：、NKCC、Na +-K+-2Cl-共同轉運體）是一幫助鈉、鉀、氯離子進行主動運輸進出細胞的蛋白質。 此轉運膜蛋白有兩種變化或等形(isoforms)，稱NKCC1或NKCC2。NKCC1廣泛地分佈在全身；其在分泌液體的器官中具有重要的功能。NKCC2則常出現在腎臟裡，可從尿中萃取納、鉀、氯使得他們可以被重新再吸收回到血液中。

## 功能
NKCC是轉運膜蛋白的一種，運輸鈉、鉀、氯穿過細胞膜。因為此蛋白移動每一溶質往相同方向，所以NKCC被視為同向轉運體(symporters)。他們藉著轉移兩個帶正電的溶質(鈉跟鉀)併載著兩個帶負電的溶質(氯)維持電中性。因此NKCC蛋白的化學劑量為1Na:1K:2Cl。

## 動力學
運輸溶質穿越細胞膜所需能量是由鈉的電化學梯度所提供。鈉的電化學梯度是由鈉鉀幫浦（Na+/K+ ATPase, NKA）所建立，且鈉鉀幫浦的作用需要消耗三磷酸線苷（ATP）。由於NKCC利用鈉的濃度梯度，則他們的活性間接的取決於ATP；所以NKCC被認為藉由主動運輸來移動溶質。

## 外部連結
- 醫學主題詞表（MeSH）：Sodium-Potassium-Chloride+Symporters